# Міа Моттлі
Міа Моттлі (англ. Mia Mottley; нар. 1 жовтня 1965, Барбадос) — барбадоська політична діячка, голова Лейбористської партії Барбадосу з січня 2008 року, лідер опозиції з лютого 2008 по 2018 рік. Прем'єр-міністр Барбадосу від 25 травня 2018 року.

## Біографія
Міа Моттлі закінчила приватну школу Мерріваль (англ. Merrivale Private School), Міжнародну школу Організації Об'єднаних Націй та коледж королеви (англ. Queens College). Пізніше вона закінчила Лондонську школу економіки та політичних наук.
У вересні 1994 року вона вперше була обрана в нижню палату парламенту Барбадосу, Палату Асамблеї. В 1994—2001 роках вона була міністеркою освіти, молоді та культури. За цей час вона створила та опублікувала Білу книгу освіти (англ. White Paper on Education), метою якої було адаптація навчальних програм до потреб ринку праці. Вона також представила План молодіжної підготовки та Національну програму розвитку молоді.
В 1996 році Міа Моттлі стала генеральним секретарем Лейбористської партії Барбадосу. 28 серпня 2001—18 лютого 2006 року вона обіймала посаду Генерального прокурора та міністра внутрішніх справ. 26 травня 2003 року вона також обійняла посаду віце-прем'єр-міністра уряду прем'єр-міністра Оуена Артура.
18 лютого 2006 року Міа Моттлі обійняла посаду віце-прем'єр-міністра та міністра економіки та розвитку. Після поразки Лейбористської партії Барбадосу на парламентських виборах у січні 2008 року та відставки Оуена Артура як голови партії, Моттлі, 19 січня 2008 року, стала новою головою BLP. 7 лютого 2008 року вона офіційно стала лідеркою опозиції в парламенті.